# Saint-Hippolyte (Indre-et-Loire)
Saint-Hippolyte ist eine französische Gemeinde im Département Indre-et-Loire in der Region Centre-Val de Loire. Sie gehört zum Kanton Loches im Arrondissement Loches. Sie grenzt im Nordwesten an Saint-Jean-Saint-Germain, im Norden an Sennevières, im Nordosten und im Osten an Loché-sur-Indrois, im Süden an Saint-Cyran-du-Jambot, im Südwesten an Fléré-la-Rivière und im Westen an Bridoré und Verneuil-sur-Indre. Während der Französischen Revolution hieß die Ortschaft „La Chapelle-Saint-Hippolyte“. 1827 übernahm Saint-Hippolyte die bisher eigenständige Gemeinde Vitray.

## Bevölkerungsentwicklung

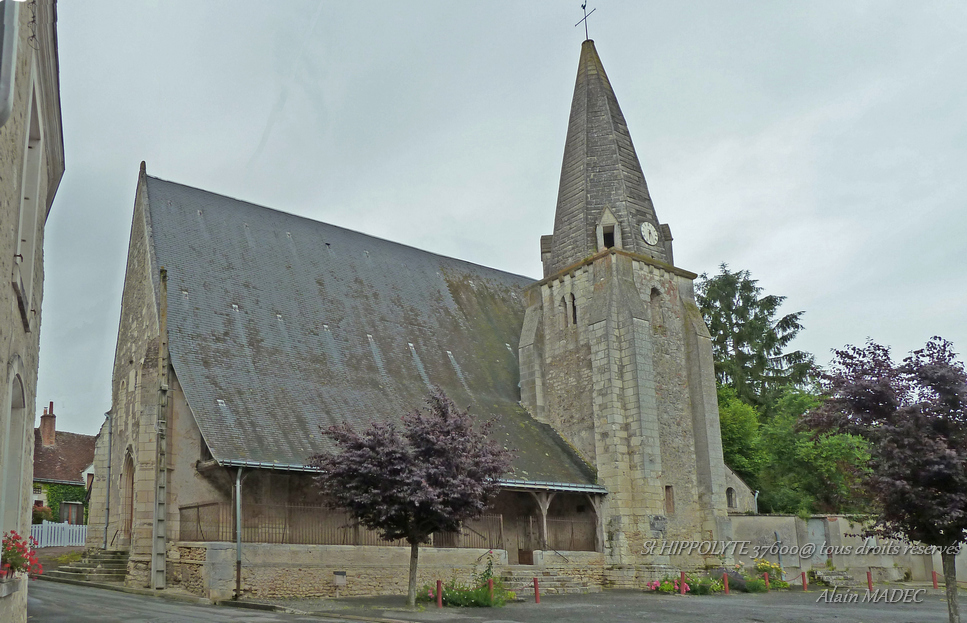
Kirche Saint-Hippolyte

| Jahr      | 1962 | 1968 | 1975 | 1982 | 1990 | 1999 | 2008 | 2018 |
| --------- | ---- | ---- | ---- | ---- | ---- | ---- | ---- | ---- |
| Einwohner | 832  | 782  | 634  | 636  | 627  | 567  | 566  | 635  |